# Zbór Kościoła Ewangelicznych Chrześcijan we Włocławku
Zbór Kościoła Ewangelicznych Chrześcijan we Włocławku – ewangeliczna wspólnota chrześcijańska, mająca siedzibę we Włocławku, przy ulicy Zdrojowej 14.

## Charakterystyka
Zbór we Włocławku jest częścią Kościoła Ewangelicznych Chrześcijan, należącego do rodziny wolnych kościołów protestanckich. Jego zasady wiary opierają się na nauczaniu Jezusa i apostołów, zapisanym w Nowym Testamencie, i odwołują się do ideałów pierwszych chrześcijan. Ewangeliczni Chrześcijanie utożsamiają się z ideami Reformacji, będącej „powrotem do źródła”, którym dla chrześcijan jest Pismo Święte.
Określenie „ewangeliczny” pochodzi od Ewangelii, czyli Dobrej Nowiny o zbawieniu, dzięki której każdy człowiek może dostąpić pojednania z Bogiem i doświadczyć przemiany życia. Ewangeliczni Chrześcijanie wierzą, że naśladowanie Jezusa jest nie tylko religią, ale – przede wszystkim – sposobem życia zaspakajającym najgłębsze potrzeby człowieka; podkreślają też konieczność nawrócenia jako świadomej, osobistej decyzji, która nie może być dziedziczona po rodzicach lub zastąpiona religijnymi obrzędami.

## Działalność
Nabożeństwa odbywają się w niedziele o godzinie 10.00 oraz w środy o godzinie 18.00. Charakteryzują się one prostą formą i składają się z kazań opartych na Biblii oraz wspólnego śpiewu i modlitwy. W czasie niedzielnych nabożeństw odbywają się zajęcia Szkoły Niedzielnej dla dzieci. Zbór prowadzi również działalność społeczną i współpracuje z innymi kościołami i organizacjami o charakterze ewangelicznym.
Pastorem Zboru jest Leszek Karasiewicz. Działalnością Wspólnoty kieruje Rada Zboru (w której skład wchodzi m.in. pastor). Najwyższym organami Zboru jest Ogólne Zebranie Członków. Dokonuje ono między innymi wyboru pastora oraz członków Rady Zboru.